# Le Chien de mon patron
Le chien de mon patron (専務の犬, Senmu no inu) est un recueil de mangas de Rumiko Takahashi sorti au Japon en 1999 aux éditions Shōgakukan et en français en 2004 aux éditions Tonkam. Il fait partie des Rumic Theater (en) avec La Tragédie de P et Un bouquet de fleurs rouges. Il s'agit d'un recueil de 6 histoires courtes dont la première porte le même titre que le manga.

## Histoires
- Le chien de mon patron (専務の犬, Senmu no inu?), 32 pages.

Matsurida, l'ami et le supérieur de Kogure lui demande de garder pendant une semaine Georges, le chien de sa maîtresse, sa femme ayant des soupçons sur sa fidélité. Kogure accepte mais quelques jours plus tard, Matsurida demande alors à Kogure d'héberger sa maîtresse.
- Famille en détresse (迷走家族Ｆ, Meisou Kazoku F?), 32 pages.

Hazuki, 13 ans, sait que ses parents ont des problèmes d'argent. Elle s'étonne de leur comportement lorsque ceux-ci les emmènent elle et son frère dans un parc d'attraction. Elle pense alors qu'après cette belle journée, ses parents ont l'intention de les tuer et de se suicider.
- Il suffit que tu sois là (君がいるだけで, Kimi ga iru dake de?), 32 pages.

L'entreprise dans laquelle travaillait Mr Domoto vient de faire faillite et il se retrouve donc au chômage. Il décide de remplacer sa femme malade qui travaille comme vendeuse dans un magasin de plats à emporter mais n'a aucune compétence dans ce domaine. Il doit alors faire équipe avec une jeune thaïlandaise qui ne parle pas le japonais et même s'il est plein de bonne volonté, il a du mal à se faire à ce nouveau travail.
- La romance du salon (茶の間のラブソング, Chanoma no rabu songu?), 32 pages.

Une femme vient de mourir à la suite d'une intoxication alimentaire le jour de son anniversaire de mariage. Son fantôme continue d'habiter la maison avec son mari. Celui-ci se lie d'amitié avec une de ses jeunes collègues de travail, Hitomi Momoī.
- Un papa ado (おやじローティーン, Oyaji rō tīn?), 34 pages.

Mr Furuta vient d'être muté à Hokkaidō. Sa femme et son fils ne veulent pas le suivre. Alors qu'il rentre seul le seul de sa réunion d'adieu, il tombe et se retrouve à l'hôpital. À son réveil il est amnésique et est persuadé d'avoir 13 ans.
- En guise de remerciement (お礼にかえて, Orē ni kaete?), 34 pages.

Kobato vient d'emménager dans un immeuble. Parmi ses locataires, il y a  deux femmes ne s'entendent pas : Mme Shitatori, surnommée « la reine » et Mme Ukaī, surnommée « la sorcière ». Lorsque Mme Ukaī se blesse et est amenée à l'hôpital, Kobato doit non seulement s'occuper de son mainate mais elle est également chargée de l'entretien de l'immeuble par « la reine » en représailles pour avoir aidé « la sorcière ».

## Édition
Il est édité en français chez Tonkam :
- 1 volume, 01/2004

196 pages
Format : 21 x 15 cm
 (ISBN 2-84580-468-7)